# Enteógeno

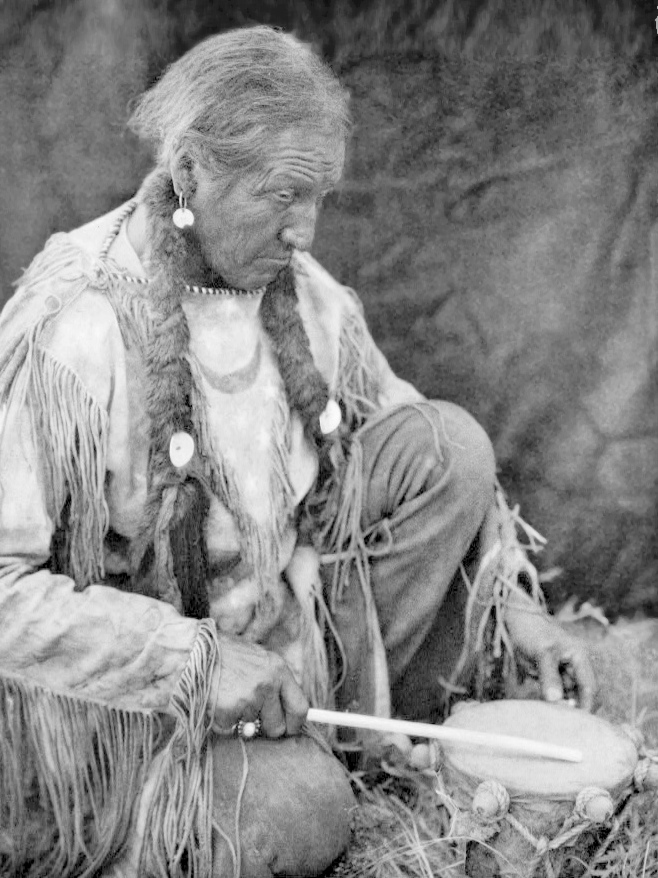
Ritual com peiote documentado por Edward S. Curtis em 1927 entre índios de Oklahoma

Enteógeno (também chamado enteogênico (português brasileiro) ou enteogénico (português europeu)) são plantas capazes de expandir a consciência e induzir ao estado xamânico ou de êxtase. É um neologismo que vem do grego, tendo sido proposto em 1973 por investigadores, dentre os quais se pode citar Gordon Wasson (1898-1986). Segundo Roberts, foi incluído no Dicionário Oxford de Inglês na lista de novas palavras em setembro de 2007, significando uma substância química, normalmente de origem vegetal, que é ingerida para produzir um estado de consciência não ordinária para fins religiosos ou espirituais.
A palavra "enteógeno", que significa, literalmente, "manifestação interior do divino", deriva duma palavra grega obsoleta da mesma raiz da palavra "entusiasmo", e se refere à comunhão religiosa sob efeito de substâncias visionárias, ataques de profecia e paixão erótica. Este termo foi proposto como uma forma elegante de nomear estas substâncias, sem tachar pejorativamente costumes de outras culturas (ver Medicina indígena).
O uso de plantas (ou fungos) para alteração da consciência e percepção é uma realidade mundial e milenar. Até mesmo animais usam plantas com atividade psicotrópica, como é o caso de javalis e primatas que cavam para conseguir as raízes do poderoso Tabernanthe iboga. Substâncias atuais do nosso cotidiano, como vinho e tabaco, eram, originalmente, ligadas a cultos religiosos. Os sacerdotes védicos da Antiga Índia utilizavam o soma, uma bebida alucinógena, para entrar em contato com o Reino Celestial. Os druidas, sacerdotes celtas, tomavam uma poção que lhes dava força e coragem. O rei Salomão tinha conhecimento de enteógenos. Os astecas, maias e incas utilizavam os enteogenos em suas práticas religiosas. Na Grécia antiga, os historiadores especulam que os vapores que envolviam o oráculo no templo de Delfos tinha propriedades enteogenas, e que a bebida kikeon dada antes do rito de iniciação nos mistérios de elêusis, possuía substâncias enteógenas. Os historiadores também especulam a utilização de enteogenos no judaísmo antigo e cristianismo primitivo gnóstico, nas visões de Moisés na "sarça ardente" (árvore da acácia, rica em D.M.T., substância análoga encontrada na ayahuasca). A madeira da Acácia também foi utilizada na construção da arca de Noé, e no altar de Deus. A acácia também foi considerada sagrada entre os egípcios, e é a árvore do mestre maçom, símbolo da morte e renascimento. A partir dos anos 1960, os livros de Carlos Castaneda popularizaram o uso de enteógenos. Entre as plantas, alguns dos enteógenos mais conhecidos são ayahuasca, jurema, cannabis, yopo, peiote, cactos São Pedro, e ololiuqui. Entre os fungos, destacam-se os dos gêneros Psilocybe e Amanita.

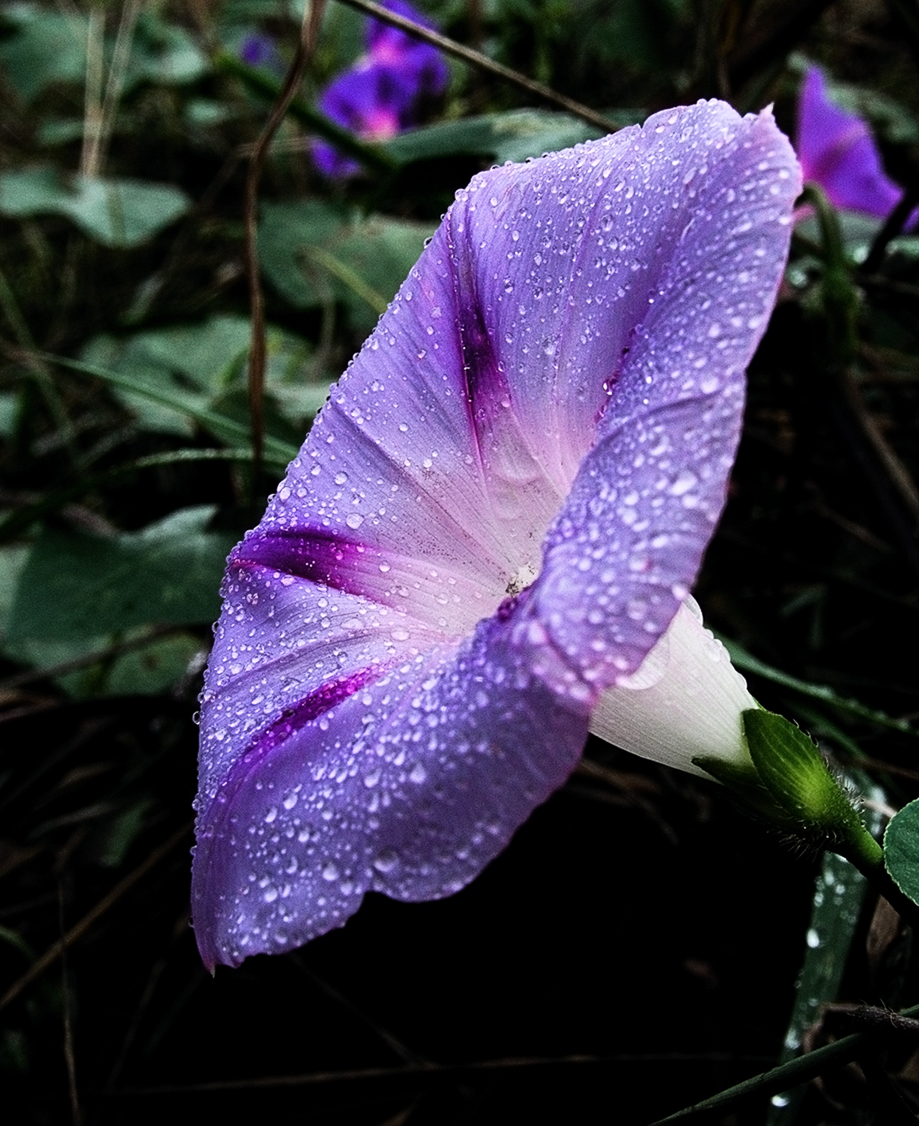
Glória-da-manhãː o Ololiuhqui dos Astecas

Observa-se que se incluem, nessa relação, plantas com substâncias que possuem efeitos farmacológicos distintos. A cannabis (Cannabis sativa), por exemplo, com suas múltiplas formas de preparação (Bangue (Bhang) haxixe, etc.) enquadra nessa categoria por seu uso étnico (religioso-medicinal) em algumas culturas da Índia, da Jamaica e de algumas tribos africana,s e por ser um sedativo euforizante, ou seja, um psicotrópico com efeito depressor no sistema nervoso. Já o ópio, nas suas diferentes preparações (como a heroína e morfina, por exemplo), também é considerado um enteógeno, embora possua propriedades farmacológicas distintas da maconha.
Quando são plantas, os enteógenos também são chamados por grupos religiosos e povos indígenas de plantas mestres, plantas professoras, plantas de conhecimento, plantas de poder e plantas sagradas.

## Enteógeno x alucinógeno
A farmacologia ainda não chegou a um acordo sobre o termo para descrever as suas ações farmacológicasː assim, o termo "alucinógeno" continua sendo a designação predominante entre os cientistas mais tradicionais, apesar de a maioria das substâncias não provocar alucinações no sentido clínico. O termo "psicodélico" continua muito utilizado por cientistas de gerações mais recentes, em geral referindo-se apenas a substâncias cujos efeitos são semelhantes aos do LSD ou da mescalina.
Alguns autores não consideram que a expressão "enteogénico" seja um mero sinônimo de psicodélico, já que nem todas as substâncias usadas num contexto sagrado provocam alucinações, e para diferenciar os enteogênicos do uso de alucinógenos com finalidade lúdica. Os estados de comunhão com a divindade característicos do uso tradicional de substâncias visionárias não seria igualmente alcançado com o uso de substâncias sintéticas (LSD, MDMA etc.) para fins recreacionais ou de prazer farmacológico. A distinção religiosa se apoia no contexto em que seu uso é feito. Se for dentro de uma realidade religiosa, sagrada e tradicional, a substância é considerada enteogénica, por religiosos. Se for num contexto recreativo e associado à moderna cultura pop, ela é considerada psicodélica.[carece de fontes?]
Por outro lado, o sentido do termo "psicodélico" como associado à utilização individual e lúdica foi uma consequência do uso descontrolado a partir do movimento hippie, mas iniciou-se com sérias pesquisas etnofarmacológicas e bioquímicas, mais especificamente na área da psicoterapia, associadas à descoberta do LSD.
A proibição moral de algumas substâncias de uso recreativo, tanto lícitas como ilícitas, não se relaciona necessariamente com o seu potencial de dano, efeito colateral ou dependência química. Alguns autores associam essa preocupação à "invasão farmacêutica" (o aumento explosivo da produção e consumo de novos fármacos ocorrida ao longo de todo o século XX) e ao etnocentrismo (combate às culturas pagãs no período colonial). Os legisladores estão atentos para esse fenômeno, diante dos efeitos sociais nefastos do narcotráfico, mas essa é outra área cerceada por múltiplos interesses e aonde também não se possui um saber esclarecedor.

## Pontos de vista de grupos espirituais e religiões
O Catecismo da Igreja Católica é categórico em afirmar que o uso de qualquer psicotrópico é uma ofensa grave, a não ser por prescrições estritamente terapêuticas. Leonardo Boff, autor da Teologia da Libertação, considera que a ayahuasca não deve ser compreendida como droga, mas como uma bebida ritualística, equivalente ao corpo de Cristo na Eucaristia.
A ordem Sufi Fatimiya consome a ayahuasca. Como no Alcorão só há proibição (haram) explícita ao vinho, o assunto do uso de psicoativos sempre foi controverso entre muçulmanos, como no caso do haxixe. Em março de 2014, o Grande Aiatolá Rohani emitiu formalmente uma Fátua (um pronunciamento legal no Islão emitido por um especialista em lei religiosa) determinando que o uso de enteógenos é halal (legal) e seu uso é permitido para muçulmanos xiitas, sob a supervisão de especialistas qualificados.
Semelhantemente, o quinto preceito do Buda também é impreciso ao não permitir que budistas ingiram substâncias que causem negligência: é debatido entre os budistas se psicodélicos como a ayahuasca se enquadrariam sob este preceito.
Para Rudolf Steiner, fundador da antroposofia, o uso de plantas xamânicas como a ayahuasca é uma forma de clarividência atávica, significando que pertence ao passado da humanidade, pois se tornou inadequado com as mudanças que ocorreram na constituição do corpo, alma e espírito do homem: e, portanto, passou a oferecer um alto risco de criar ilusões na consciência.
A Fraternidade Rosacruz afirma que nenhum psicodélico pode conduzir à evolução espiritual, pois todos expõem o aspirante ao risco de ser controlado por espíritos indesejáveis e enfraquecem o corpo físico e os corpos espirituais, podendo causar danos que levarão muitas vidas para serem reparados. Isto ocorre porque são considerados formas de clarividência involuntária, no sentido de provocarem visões que independem da própria vontade de quem as recebe. Este modo de clarividência é considerado anacrônico, pertencendo a estágios passados da humanidade, se tornando prejudicial e negativo quando transportado para os dias de hoje. A Sociedade Teosófica considera os psicodélicos como sendo mais prejudiciais à evolução espiritual do que o próprio álcool.
Semelhantemente, o espiritismo aponta que, embora drogas tenham sido utilizadas "para abrir as comportas do entendimento para as viagens místicas", elas "liberam componentes tóxicos que impregnam as delicadas engrenagens do perispírito, atingindo-o por largo tempo. Muitas vezes, esse modelador de formas imprime nas futuras organizações fisiológicas lesões e mutilações que são o resultado dos tóxicos de que se encharcou em existência pregressa".

Entretanto, para Samael Aun Weor, fundador da Igreja Gnóstica Cristã Universal, nem todas as plantas e substâncias psicodélicas são iguais em valor. Segundo sua visão, enquanto a cannabis (santa maria) e o LSD levam a degeneração do usuário, a ayahuasca, a trombeta, as folhas de coca, o óxido nitroso, os cogumelos e o peiote, embora não sejam imprescindíveis à evolução, conduzem aos mundos superiores e facilitam viagens astrais, desde que o utilizador não abuse de tais plantas e seja celibatário ou praticante da magia sexual gnóstica, do contrário "a nada conduz".